# Escut de Vilanova del Camí
L'escut oficial de Vilanova del Camí té el següent blasonament:
Escut caironat: de sinople, una vila d'argent sostinguda sobre una faixa abaixada d'or i acompanyada al cap d'una mitra d'argent embellida d'or, folrada de gules i amb les ínfules d'or ressaltant sobre un bàcul de bisbe d'or posat en pal. Per timbre, una corona mural de poble.

## Història
Va ser aprovat el 10 d'abril de 1984 i publicat al DOGC el 8 de juny del mateix any amb el número 441.
Escut parlant referent al nom del poble: s'hi veu una vila damunt un camí daurat. Al damunt hi ha els atributs de sant Hilari, patró de Vilanova, que fou bisbe de Poitiers: una mitra i un bàcul.